# Rumanía durante el periodo de entreguerras

Evolución territorial de Rumanía

El periodo de entreguerras en Rumanía abarca los años desde la conclusión de la Primera Guerra Mundial, a finales de 1918, hasta la entrada del país en la Segunda Guerra Mundial en junio de 1941.
Durante aquella época, el país alcanzó su máxima extensión territorial, pero incorporó minorías hostiles que causaron crisis políticas al final del período. La nación, a pesar de lograr cierto desarrollo, no consiguió resolver ni sus problemas de atraso ni la pobreza de gran parte de su población, mayoritariamente rural. La política del país, teóricamente democrático y parlamentario pero en realidad dominado por una minoría de clase media que controlaba las elecciones, fue derivando hacia el autoritarismo y alcanzó la dictadura a finales de los años treinta.
La historia política rumana de la época se divide en tres períodos: la posguerra, dominada por el Partido Nacional Liberal, libre ya de la oposición de su antiguo rival el Partido Conservador y respaldado por el rey Fernando; un período intermedio de regencia en que se alzó con el poder el popular Partido Nacional Campesino; y el reinado de Carlos II, caracterizado por el gradual control político del monarca y la crisis del sistema parlamentario, sustituido a finales de la década de 1930 por una dictadura real.
En política exterior, el país comenzó como una de las naciones beneficiadas de la Primera Guerra Mundial y mantuvo una estrecha relación con Francia y con sus vecinos opuestos a las revisiones territoriales, formando parte de la Pequeña Entente. Con el advenimiento de la Gran Depresión y la creciente tensión internacional de los años treinta, la pasividad del Reino Unido y Francia ante la Alemania nazi, la incapacidad de aquellas para aliviar la grave crisis económica rumana, adquirir productos rumanos o abastecer al país de armamento, llevaron a una creciente neutralidad y acercamiento a las potencias fascistas, que no fue total hasta la derrota de Francia en el verano de 1940. El alineamiento tardío con Alemania y los intereses políticos de esta en sus relaciones con los países vecinos hicieron que Rumanía perdiese entre junio y septiembre de 1940 una parte sustancial de los territorios obtenidos tras la Primera Guerra Mundial.
Económica y socialmente, el período se caracterizó por un moderado crecimiento, insuficiente para mejorar la situación de miseria de la mayoría de la población, campesina y en continuo crecimiento. La hostilidad hacia la izquierda política, asociada a la Unión Soviética, tradicional enemiga por rivalidades territoriales, hizo que el descontento se plasmase en un aumento de las formaciones de ultraderecha hostiles a la oligarquía, que fueron temporalmente aplastadas a finales de la década de 1930 para resurgir luego, tras la abdicación de Carol.
El período acabó con la entrada de Rumanía en la Segunda Guerra Mundial, aliada al Eje durante la invasión de la Unión Soviética en junio de 1941, ya bajo una dictadura militar empeñada en recuperar los territorios perdidos en el verano de 1940.

## Historia
Rumanía creció notablemente tras la Primera Guerra Mundial. La derrota y desmembramiento del Imperio austrohúngaro le permitió adquirir Bucovina, parte de Austria desde 1775, y Transilvania, parte del Banato y los distritos de Crişana y Maramureş, durante siglos parte de la Corona de Hungría. El hundimiento del Imperio ruso, la revolución y la posterior guerra civil le dieron la oportunidad de ocupar y posteriormente anexionarse Besarabia, que pertenecía a Rusia desde 1812. Todos estos territorios contaban con una mayoría de cultura rumana, aunque también albergaban abundantes minorías. El país había obtenido además el sur de Dobruja inmediatamente antes del estallido de la Guerra Mundial, tras la derrota búlgara en la segunda guerra balcánica en 1913. Aunque lo había perdido durante la guerra, lo recuperó tras la derrota de los Imperios Centrales. En esta provincia, a diferencia de las demás adquisiciones, la población de cultura rumana se hallaba en minoría.

### Política interior

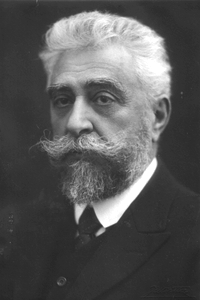
Ion I. C. Brătianu, numerosas veces primer ministro y figura principal del Partido Nacional-Liberal (PNL), controló la política rumana de la posguerra hasta su muerte en 1927, gracias en parte a su influencia con el rey Fernando I. Poco después de su fallecimiento, el PNL entró en crisis.

La imagen del Partido Conservador, que dominaba el Gobierno que presidió Alexandru Marghiloman durante la ocupación por los Imperios Centrales del sur del país, quedó empañada por la firma de un tratado de paz desfavorable para la nación, sus intentos de no realizar la reforma agraria y su fama de colaboracionista —pese a que consensuaba sus medidas con el rey Fernando I—. En las elecciones de noviembre de 1919 el partido, convertido en el «Conservador-Progresista», casi desapareció: obtuvo únicamente el 3,8 % de los votos tras el comienzo de la reforma agraria, que lo había debilitado definitivamente. La nueva situación, en la que el bipartidismo tradicional sostenido por el Partido Conservador y el Partido Nacional Liberal desapareció al hundirse el primero, favoreció engañosamente a los nacional-liberales, que tuvieron dificultades para mantener su tradicional poder.

#### La posguerra y la reforma agraria
Tras un nuevo gobierno del caudillo liberal Ionel Brătianu entre noviembre de 1918 y septiembre de 1919, se instituyó otro del general Artur Văitoianu, que celebró elecciones en noviembre con sufragio universal masculino por primera vez; estas votaciones marcaron el comienzo de un nuevo panorama político en el que las fuerzas aparentemente vencedoras eran partidos nuevos: el transilvano Partido Nacional Rumano, el campesino Partido Campesino de Mihalache y el derechista Partido Nacionalista Demócrata del historiador Nicolae Iorga. Los vencedores formaron un Gobierno de coalición que trató de promulgar una reforma agraria más profunda, lo que llevó a su caída.

#### El regreso de los liberales
Los liberales recuperaron el poder en 1922 y aprobaron una nueva Constitución al año siguiente, según la oposición con el objetivo no de unificar la legislación de todos los territorios del país, sino de facilitar la perpetuación de los liberales en el mismo. Se concedieron poderes al monarca, cercano a los liberales, que, junto con la estructura del Senado, podían facilitar efectivamente el control político de los liberales. En 1926 la Constitución se complementó con una ley electoral de inspiración fascista italiana —la ley Acerbo— que concedía el 50 % de los escaños al partido que obtuviese el 40 % de los votos. Esta ley obligaba a los partidos a extrañas alianzas para lograr el porcentaje mencionado y aumentaba el peligro de que, una vez en el poder, utilizasen la corrupción para resarcirse de los grandes gastos que les había ocasionado el mantenimiento de extensas representaciones por todo el país, necesarias para tener posibilidades de lograr tan amplia victoria. Los liberales aprobaron asimismo una serie de leyes que hicieron que gran parte de los recursos económicos de los nuevos territorios pasasen a manos de sus partidarios y que eliminaron cualquier autonomía de los territorios. Estas maniobras disgustaban a la oposición, especialmente a la de origen transilvano, y desgastaron rápidamente la imagen del Gobierno, que trató de mantener el poder a la vez que cedía en apariencia el Gobierno al general Alexandru Averescu, que se mantuvo al frente de él entre marzo de 1926 y junio de 1927, dependiente del favor de los liberales. Tras intentar una serie de maniobras contra estos, Averescu fue destituido por el rey, a petición del PNL, que retomó el poder.
El caudillo liberal Ionel Brătianu regresó brevemente al frente del gabinete, pero su muerte ese mismo año, junto con la del soberano, siempre cercano a los liberales, condujo a la crisis definitiva del partido. Tras una breve prórroga en el poder con el hermano de Ionel, Vintilă Brătianu, al frente, el endurecimiento de la postura de la oposición y el desencanto popular hicieron que la regencia decidiese encargar la formación de un nuevo Gobierno al principal dirigente de la oposición, el nacional-campesino Iuliu Maniu.

#### Los gobiernos nacional-campesinos y el regreso de Carol

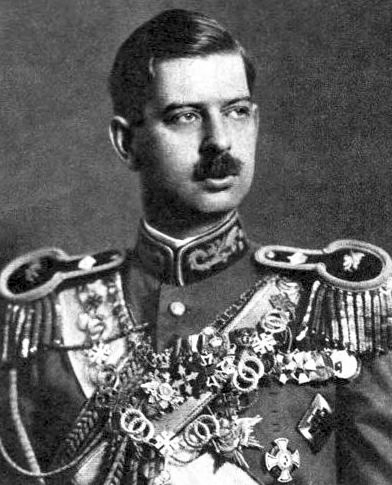
Carol II, monarca durante la década de 1930 y figura política principal del periodo. Controló la política interna del país casi desde su vuelta al país en 1930 y la exterior desde 1936, tras el relevo del ministro de Asuntos Exteriores proaliado Nicolae Titulescu. Su intento de mantener una posición de equilibrio entre las grandes potencias fracasó.

Tras las dificultades del Gobierno del heredero del PNL Vintilă Brătianu para mantenerse en el poder y con la opción tradicional de sustituir su Gobierno por uno afín del general Averescu desprestigiada, el Consejo de Regencia decidió aceptar por sorpresa la renuncia de Brătianu y encargar la formación de Gobierno a la principal figura de la oposición, Iuliu Maniu. Este tomó posesión el 10 de noviembre de 1928 y aprobó una serie de medidas bien recibidas, como la abolición de la ley marcial y de la censura, la purga de la siniestra gendarmería y unos intentos solo parcialmente afortunados de reforma del cuerpo de funcionarios y de descentralización de la Administración Pública. En diciembre, unas elecciones libres dieron a su partido una amplia mayoría absoluta. La concesión final del crédito de estabilización que Brătianu no había logrado obtener le permitió aplicar ciertas medidas modernizadoras.
La anterior política liberal de primacía total de la industria dio paso a medidas favorables a la agricultura y sus exportaciones que pronto se toparon con el hundimiento del comercio mundial a causa de la Gran Depresión. Algunas medidas del Gobierno, además, lo identificaron con sus predecesores: la disposición a suprimir cualquier movimiento de izquierda con rigor, la sustitución de uno de los regentes, fallecido, por otro claramente favorable al nuevo Gobierno, el mantenimiento del premio electoral para el partido que alcanzaba el 40 % de los votos, etc.
El regreso por sorpresa al país del príncipe Carol el 6 de junio de 1930 complicó la situación: aceptado su ascenso al trono al principio por los nacional-campesinos, que pensaron en utilizarlo como los liberales habían hecho con su padre, pronto se mostró poco inclinado a ser una mera figura y no llevar las riendas del poder. Maniu aprovechó su oposición al retorno de la amante del rey para dimitir cuatro meses después de la vuelta de Carol. A pesar de las preferencias de los nacional-campesinos por su vicepresidente, Ion Mihalache, hubieron de aceptar la sustitución de Maniu por una figura menor del partido, Gheorghe Mironescu, que se mantuvo en el poder precariamente hasta abril de 1931, tras lograr el último gran crédito internacional para el país, pero tener a cambio que aplicar duras medidas deflacionistas, muy impopulares. Carol comenzó así su campaña de descrédito y disgregación de los partidos tradicionales que llevaría al final de la década a la instauración de una dictadura real. Durante su década en el trono, tuvo veinticinco gobiernos con dieciocho primeros ministros y sesenta y un ministros, además de nueve jefes del Estado Mayor.
Tras el relevo de Mironescu, el rey trató de sustituir los Gobiernos apoyados en los partidos por uno de figuras que se apoyase en él y nombró presidente del Gobierno al famoso historiador Nicolae Iorga en abril de 1931. El experimento resultó un fracaso y Carol volvió a los cortos gabinetes nacional-campesinos que hundieron al partido definitivamente en la crisis. Iorga celebró las elecciones más corruptas del periodo, fracasó en sacar al país de la crisis y aplicó medidas poco eficaces. Durante su mandato la Guardia de Hierro (fundada como Legión de San Miguel Arcángel) obtuvo sus primeros escaños.
El primer ministro que se alternó con Maniu al frente de los últimos gabinetes nacional-campesinos, Alexandru Vaida-Voevod, se fue inclinando hacia la creciente ultraderecha y abandonó poco después el partido para formar su propia diminuta formación de derecha radical xenófoba.

#### Los gobiernos liberales de Carol
Después de haber quebrado el prestigio de los nacional-campesinos, Carol procedió a fomentar las disensiones en el otro gran partido rumano, el nacional-liberal (PNL). Nombró presidente del Consejo de Ministros al duro Ion G. Duca, que amañó las elecciones para asegurarse la mayoría absoluta y se enfrentó decididamente a la Guardia de Hierro, arrestando a dieciocho mil de sus miembros y permitiendo que la gendarmería maltratase a cientos y asesinase a un par de docenas. El 29 de diciembre de 1933, Duca cayó asesinado por miembros de la Guardia, que fueron posteriormente absueltos por un tribunal militar.
| Elecciones parlamentarias (diciembre de 1937) (escaños) |
| |
| Según Rothschild, p. 310. 1 Bloque gubernamental (35,92 %) 2 Partido Nacional Campesino (20,4 %) 3 Guardia de Hierro (15,58 %) 4 Partido Nacional Cristiano (9,15 %) 5 Partido Magiar (4,43 %) 6 Partido Nacional Liberal (3,89 %) 7 Partido Campesino Radical (2,25 %) |

Le sustituyó otro liberal no perteneciente a la dirección del PNL —de nuevo como maniobra del rey para dividir el partido—, Gheorghe Tătărescu, que se enfrentó a los miembros de la familia Brătianu que dirigían entonces la formación, Gheorghe Brătianu y Constantin I. C. Brătianu. Tătărescu fue el único primer ministro en cumplir los cuatro años de mandato; aplicó una política —cada vez más autoritaria— de sumisión al monarca y fomento oficioso de la Guardia de Hierro. En 1934 se creó una organización juvenil a imagen de las de los países fascistas y en 1936 comenzó un programa de brigadas de trabajos obligatorios y otro de rearme.
Su largo gobierno se caracterizó también por una cierta mejoría económica, que no alcanzó, sin embargo, a la gran masa de campesinos pobres. El aumento de la demanda de petróleo rumano, las buenas cosechas de 1936 y 1937 y la reforma financiera permitieron tener superávit y se llevó a cabo una nueva campaña de industrialización, fundamentalmente alentando la industria pesada y de armamento. Su fracaso en mejorar las condiciones de los campesinos humildes suscitó el que se acrecentasen las simpatías populares por los nacional-campesinos y los movimientos radicales de derecha, sobre todo por la Guardia de Hierro, que prometía un cambio radical de la situación a favor de los campesinos.
Con un programa que aseguraba a cada sector social lo que deseaba oír, la Guardia fue ganando adeptos tanto en el campo como en la ciudad, entre la escasa clase obrera insatisfecha con los pasivos sindicatos y la burguesía en crisis (universitarios en paro, militares mal pagados, funcionarios despedidos...). Recibió a menudo el apoyo encubierto del Gobierno y su relación con el poder era ambigua.
En diciembre de 1937, ante la necesidad de celebrar elecciones por el fin de la legislatura, Tătărescu trató de forjar una coalición que le permitiese mantenerse en el poder. A esta se opuso un pacto electoral entre Maniu, la Guardia y los liberales de Gheorghe Brătianu, que trató de impedir que Tătărescu amañase las elecciones para perpetuarse en el cargo. El Gobierno, pese a lograr la mayoría, no consiguió el 40 % de votos necesario para asegurarse el premio de escaños que le hubiese garantizado la mayoría absoluta, situación inaudita que se dio entonces por primera vez en el periodo de entreguerras.

#### El gobierno de Goga y la dictadura real
Ante el sorprendente empate entre las fuerzas favorables al gobierno y las de oposición y la negativa del rey de encargar el gobierno a estas, el soberano optó por llamar al partido de Octavian Goga, que había obtenido únicamente el 9,15 % de los votos. Esta formación contaba con la ventaja de ser a la vez fiel al monarca y de tener una ideología nacionalista de ultraderecha similar a la popular Guardia de Hierro, con lo que podía convertirse en la plataforma popular en la que se basase el poder del rey. El experimento resultó un fracaso: el nuevo Gobierno se lanzó a una política antisemita feroz que casi quebró la economía nacional ante el boicoteo de los judíos, empañó seriamente la imagen del país en el extranjero, y recibió severas críticas del Reino Unido, Francia y la Unión Soviética.
Tras treinta y cuatro días al frente del Gobierno y ante el acuerdo electoral entre Goga y Codreanu que hizo temer al rey la posible pérdida de su control de la política nacional, este despidió a Goga e implantó la dictadura real, estableciendo un Gobierno de concentración encabezado por el patriarca ortodoxo Miron Cristea y que contenía a antiguas figuras de la política rumana así como numerosos ministros técnicos. A los pocos días, se promulgó una nueva Constitución de carácter autoritario que aumentó los poderes del monarca, redujo los del Parlamento y suprimió las libertades civiles y la separación de poderes. Los partidos quedaron disueltos, pero en la práctica sobrevivieron en la clandestinidad.
El nuevo Gobierno se centró en acaparar el poder y acabar con la amenaza de la Guardia de Hierro, con el apoyo tácito de los partidos tradicionales. Se aprobaron numerosas medidas contra la Legión y Codreanu, incapaz de alcanzar un acuerdo con el poder o de sublevarse, se plegó a las medidas gubernamentales. Mediante una añagaza del Gobierno, fue detenido el 17 de abril de 1938 junto otros numerosos dirigentes de la formación. Juzgado dos veces, Codreanu fue condenado la última a diez años de trabajos forzados por alta traición. La crisis de Múnich atizó el deseo del rey de acabar con Codreanu y su organización. A la vuelta de Alemania donde había intuido amenazas de Hitler tras su viaje por Europa a finales de noviembre, Carol decidió eliminar a Codreanu y dio la orden antes siquiera de llegar al país. El 30 de noviembre, Codreanu fue asesinado junto con otros presos, en una ejecución que fue presentada como un intento fallido de fuga. Siguió una dura ola represiva que hizo que parte de los militantes se reconciliasen con el poder, abandonando una formación en crisis tras la desaparición de su líder.
En el invierno de 1938-1939, se sucedieron los enfrentamientos entre los restos desorganizados de la Guardia y las fuerzas de seguridad. Tras estallar la Segunda Guerra Mundial, en la que Rumanía se declaró neutral, la Guardia logró asesinar al primer ministro y hombre fuerte del régimen, Armand Călinescu el 21 de septiembre de 1939, al que responsabilizaba de la muerte de Codreanu. La respuesta del rey fue brutal: ordenó ejecutar a 252 legionarios, todos los cuadros de mando de la organización en prisión.
A la vez que se trataba de suprimir a la Guardia, se intentó establecer un sistema de partido único de trazas fascistas que, aunque no suscitó un gran apoyo popular, sirvió de fachada al régimen, el Frente de Renacimiento Nacional, con un programa populista de derecha y antisemita, que encubría a duras penas una situación de gran corrupción asociada a los círculos del poder, tanto entre los terratenientes como entre los nuevos industriales.
La crisis y caída del régimen no se debió a las protestas internas ni a la oposición de la Guardia, sino a la situación internacional, que hizo fracasar la política exterior del rey, obligándolo en el verano de 1940 a aceptar sucesivas pérdidas territoriales que hicieron insostenible su posición en septiembre. El rey intentó en vano apoyarse en Ion Antonescu para continuar en el poder; este logró que abdicase y se exiliase a comienzos de mes, tras un golpe fallido de la Guardia y la negativa de los partidos tradicionales a formar Gobierno si el soberano no renunciaba al trono.

#### El ascenso de Antonescu y la coalición con la Guardia de Hierro
Falto de apoyo popular, pero con prestigio en el Ejército, Antonescu se vio obligado a formar una inestable coalición con la popular Guardia de Hierro, ante la nueva negativa de los partidos tradicionales a unirse en un Gobierno de concentración nacional. Las conversaciones para establecer el nuevo gabinete comenzaron el día 6 de septiembre, pero no concluyeron hasta el 14, por las diferencias sobre la distribución de carteras entre las dos partes. El nuevo Gobierno se apresuró, sin embargo, a aceptar el Segundo arbitraje de Viena que había acabado con el régimen real, con el fin de intentar ganarse el favor italo-alemán y ante la dificultad de oponerse él con las armas.
Pronto surgieron las desavenencias entre los dos socios de gobierno: mientras Antonescu era un militar partidario de la ley y el orden y de una renovación rápida, pero pacífica y ordenada del país, la Guardia buscó el establecimiento de un Estado totalitario bajo su control y la venganza contra sus antiguos opresores. Pronto los desmanes y abusos de la nueva policía legionaria y de las «comisiones de rumanización» tensaron las relaciones entre la Legión y Antonescu.
La crispación aumentó enormemente tras los asesinatos en prisión de sesenta y cuatro antiguos responsables políticos y funcionarios a manos de la Guardia. Ante la decisión de pasar su custodia al Ejército y trasladarlos a otra prisión, los destacamentos legionarios decidieron ejecutar a los prisioneros la noche del 26 de noviembre. El anterior primer ministro Nicolae Iorga y el secretario general del PNŢ, Virgil Madgearu, fueron también asesinados por comandos de la Guardia. Otros destacados políticos salvaron la vida únicamente por la rápida intervención del Ejército. Dos días después de estos sucesos, Antonescu aprobó duras medidas para acabar con los desórdenes causados por los Legionarios.
A lo largo de diciembre y comienzos de enero, la relación entre los legionarios y Antonescu continuó empeorando. El 9 de enero de 1941, Antonescu solicitó una entrevista con Hitler al embajador alemán para tratar, entre otros temas, la situación política del país y partió hacia Berlín el 14.

#### Supresión de la Guardia y dictadura militar
Antonescu pretendía convencer a Hitler de la escasa fiabilidad de la nueva dirección legionaria, mientras que este deseaba lograr la cooperación rumana para las próximas operaciones contra Grecia en apoyo a la fracasada invasión italiana. Hitler aseguró a Antonescu que Alemania daba prioridad a su relación con el general por encima de sus contactos con la Guardia y que le creía el único hombre capaz de guiar al país. Antonescu regresó a Rumanía seguro del apoyo del dictador alemán a su intención de deshacerse de la Guardia.
El 18 de enero de 1941, ordenó la disolución de las comisiones de «rumanización» y dos días más tarde sustituyó al ministro del Interior, al jefe de la Policía nacional y al de la capital y a los prefectos, miembros casi todos de la Guardia. Esta contraatacó con grandes protestas y la exigencia de un Gobierno exclusivamente legionario. Las autoridades despedidas por Antonescu se atrincheraron en sus oficinas y los legionarios comenzaron a ocupar otros edificios oficiales y a atacar a la población judía. Los disturbios, saqueos, ataques y asesinatos continuaron durante el 21 y el 22 de enero, con escasa resistencia de Antonescu, al que llegaron a solicitar la rendición. Las tropas alemanas recomendaron a los insurrectos la rendición y el ministro de Asuntos Exteriores alemán Ribbentrop aconsejó a Antonescu duras medidas para sofocar la revuelta. La tarde del 23, el general ordenó al Ejército aplastar la rebelión, que lo logró en pocas horas. Varios dirigentes de la Guardia, sin embargo, lograron huir, en parte gracias a la colaboración de los agentes del partido nazi.
Tras fracasar nuevamente en la formación de un gabinete con los partidos tradicionales, Antonescu formó un Gobierno militar el 27 de enero de 1941. El 14 de febrero quedó abolido oficialmente el Estado Nacional Legionario implantado en septiembre de 1940, mientras seguía la persecución de la Guardia y de los implicados en la rebelión de enero.
El mismo mes de febrero, se prohibió la creación de cualquier tipo de asociación en el país y la celebración de reuniones; en marzo Antonescu ganó un plebiscito de apoyo a su política, sin oposición. El mismo mes de marzo, el general prometió al mariscal Göring el aumento del suministro rumano de petróleo al Reich a cambio de ayuda técnica y un incremento de los precios del mismo.

### Política exterior
Por sus ganancias territoriales y de población tan significativas tras la Primera Guerra Mundial, el objetivo principal y permanente de la política exterior de los diversos Gobiernos rumanos, democráticos o no, fue el mantenimiento de la distribución territorial surgida de la guerra, el «respeto por el orden territorial existente en Europa y la defensa de las fronteras del país». Este objetivo marcó las actividades de los sucesivos gabinetes del periodo, que aplicaron, no obstante, métodos y alianzas diversos para tratar de lograrlo, finalmente sin éxito.
Los territorios adquiridos tras la guerra fueron objeto, sobre todo en vísperas de la Segunda Guerra Mundial, de reclamaciones territoriales de los Estados que los habían perdido o de sus herederos: la Unión Soviética no reconoció la anexión de Besarabia, Hungría mantuvo su deseo de recuperar Transilvania y Bulgaria anhelaba retomar el sur de Dobruja. Todas estas posibles disputas, que se intensificaron en los meses anteriores y posteriores al estallido de la Segunda Guerra Mundial, preocuparon a los Gobiernos rumanos.

#### Alianza con Francia y actividad en la Sociedad de Naciones

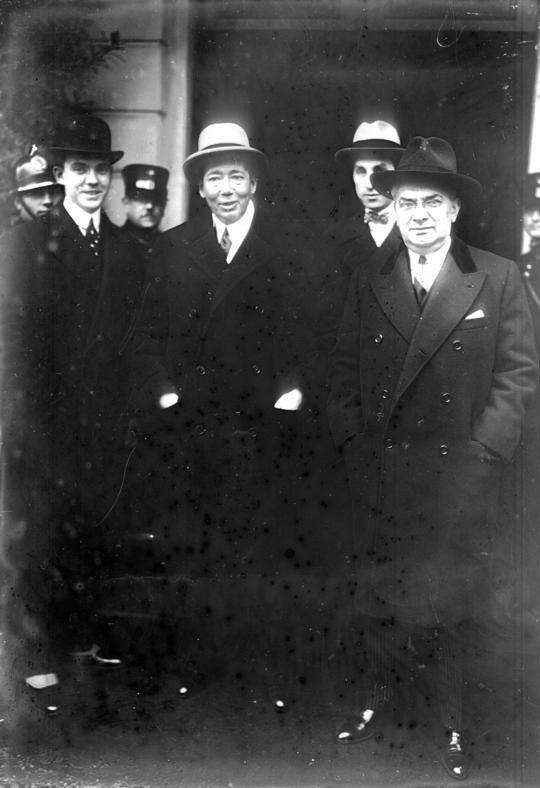
Nicolae Titulescu, con sombrero claro, la personificación de la política profrancesa de Rumanía hasta mediados de los años 1930.

Durante la década de 1920 y la primera mitad de la de 1930, los responsables políticos rumanos consideraron que la mejor manera de mantener la situación territorial, que les era favorable, era mediante un acercamiento a Francia y un respaldo al sistema de seguridad colectiva identificado con la Sociedad de Naciones. En 1926 el país firmó un tratado de amistad con Francia.
Se negociaron también una serie de alianzas con los países beneficiados por los cambios territoriales de la guerra, como Yugoslavia y Checoslovaquia, con los que se formó entre 1920 y 1921 la llamada Pequeña Entente, o Polonia, interesada como Rumanía en contener el peligro soviético a sus fronteras orientales. La Pequeña Entente tenía como función esencial evitar cualquier posible ataque de Hungría, país del que los tres países miembros habían obtenido áreas tras la guerra mundial. El pacto con los polacos se firmó para asegurar ayuda mutua a los dos países en caso de agresión soviética.
Más tarde, en 1934, se creó una nueva alianza regional para contener el peligro de revisión territorial por parte de Bulgaria; fue la llamada Entente de los Balcanes, que formaron Turquía, Grecia, Yugoslavia y Rumanía.
La política exterior favorable a la Sociedad y de estrecha alianza con Francia se personificó en Nicolae Titulescu, ministro de Asuntos Exteriores rumano en 1927-1928 y 1932-1936, figura de gran prestigio en los países occidentales y destacado en la actividad de la Sociedad de Naciones. Titulescu reforzó la Pequeña Entente y tuvo un papel relevante en la creación de la Entente de los Balcanes.
En 1936, sin embargo, la actitud favorable de Titulescu a la seguridad colectiva y Francia estaba muy desprestigiada, tanto por la incapacidad de la Sociedad para resolver conflictos internacionales como la crisis de Manchuria, como por la alarmante falta de respuesta francesa al crecimiento del poderío alemán. Los intentos de Titulescu de lograr un entendimiento con la URSS tampoco fueron bien vistos por el poder en Rumanía. El 29 de agosto de 1936, fue sustituido al frente del Ministerio de Asuntos Exteriores, relevo que marcó el comienzo de un sutil cambio de la política exterior del país. Esta quedó en manos del rey, que decidió adoptar una política de neutralidad oficiosa entre las grandes potencias, favoreciendo un acercamiento a las potencias fascistas mientras se mantenían las alianzas con las democracias occidentales y el desdén a la Unión Soviética.

#### Acercamiento al Eje y política de equilibrio
El asesinato del caudillo de la Guardia de Hierro Corneliu Codreanu inmediatamente después de la visita del rey Carol a Hitler enfureció al Gobierno alemán, tanto por su cercanía ideológica a la organización como por la posible imagen de complicidad con la muerte. El monarca decidió aplacar a Hitler con una serie de concesiones, como el permiso a la minoría alemana para ingresar en el partido único, el FRN, o la admisión de Alemania en la junta que regulaba el tráfico en el Danubio (2 de marzo de 1939), que otorgó acceso al mar Negro al Gobierno de Berlín. Fracasados estos intentos, el soberano decidió otorgarle concesiones económicas, que ya se habían previsto tras la crisis de Múnich, y que debían además favorecer el crecimiento de la economía rumana.

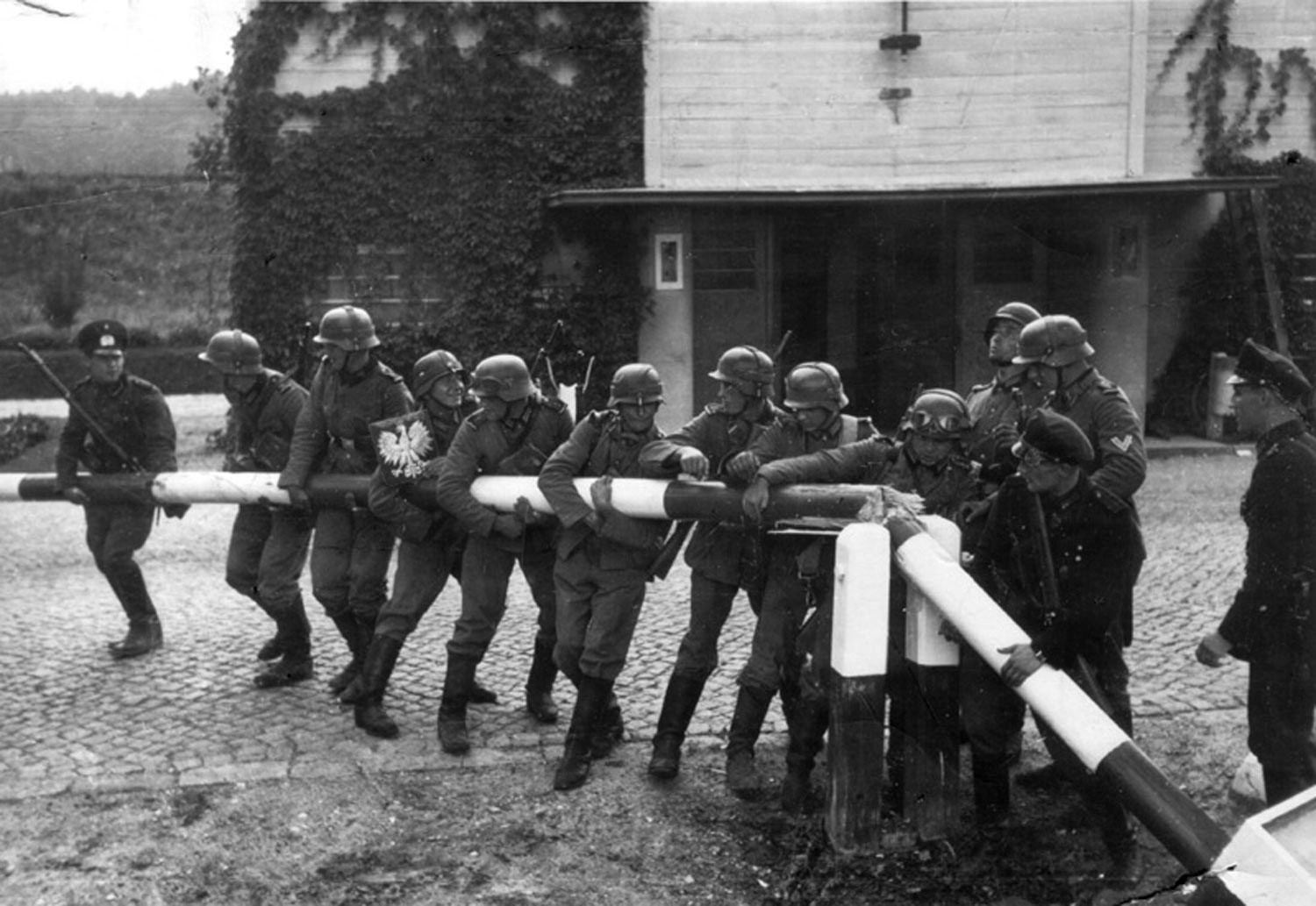
Soldados alemanes retirando la barrera fronteriza con Polonia el.

Al estallar la Segunda Guerra Mundial con el ataque alemán a Polonia el 1 de septiembre de 1939, Rumanía se encontró en una situación incómoda: aliada con la agredida, pero con grandes relaciones económicas con el Reich. Tras varios días de dudas, el Gobierno proclamó la neutralidad en el conflicto el 6 de septiembre.
A lo largo de la campaña polaca, el Gobierno de Bucarest mantuvo una actitud de cierta simpatía hacia su antiguo socio, Polonia, acogiendo a un gran número de refugiados y tropas, dando asilo al Gobierno, permitiendo el tránsito de armas y asesores aliados; y dejando huir a gran número de soldados internados a Francia, pese a las protestas alemanas. Los germanos, sin embargo, fueron compensados mediante el mantenimiento de suministros esenciales para su industria de guerra. Tras el acuerdo germano-soviético, la política exterior se encontraba a la deriva, eliminada la Pequeña Entente, invadida Polonia y con los aliados occidentales cada vez más alejados de los Balcanes. De las alianzas rumanas solamente la Entente de los Balcanes permanecía a finales de 1939.
El ministro de Asuntos Exteriores, Gafencu, trató entonces de forjar una liga de países balcánicos neutrales basada en la Entente con el fin de sacar al país de su creciente aislamiento. A la vez, el rey intentó mediar entre Alemania y los anglo-franceses para lograr una paz que permitiese la unión de estas potencias frente a la Unión Soviética, que el monarca consideraba cada vez más como la mayor amenaza para Rumanía, tanto territorial como socialmente. Sus intentos fracasaron y el Gobierno se volcó entonces en el proyecto alternativo del bloque neutral.
En el invierno de 1939, el servicio secreto rumano comenzó a colaborar con el alemán para asegurar la protección de los pozos petrolíferos y la navegación por el Danubio, que los Aliados trataban de sabotear para privar a Alemania de parte de su abastecimiento. La cooperación económica con el Reich y las medidas contra los saboteadores dieron sus frutos en la primavera de 1940. El 6 de marzo de 1940, se logró un nuevo acuerdo comercial de intercambio de petróleo por armamento. La derrota finlandesa ante los soviéticos el mismo mes hizo que el Gobierno se plantease un acercamiento a Alemania para tratar de protegerse de un ataque similar, aunque finalmente lo descartó por el momento.

#### Alineamiento con el Eje y pérdidas territoriales

El fin de la «Gran Rumanía» de entreguerras: las pérdidas territoriales del verano de 1940 hundieron el régimen real.

Tras la derrota de Bélgica el 27 de mayo de 1940, el Gobierno rumano se apresuró a congraciarse con Alemania, que parecía claramente vencedora en la guerra del oeste. El rey ya había expresado al embajador alemán el 15 de mayo: «el futuro de Rumanía depende únicamente de Alemania». El mismo día de la rendición belga, se firmó el acuerdo de intercambio alcanzado en marzo anterior por el que Alemania comenzó a recibir dos tercios del petróleo rumano, teóricamente aún en manos de empresas aliadas. Empezó también el intento de reconciliación política del rey con la Guardia de Hierro, supuestamente cercana a Alemania.
Los gestos de acercamiento de última hora fueron mal recibidos por Hitler, de manera que el Gobierno rumano decidió renunciar a la garantía anglo-francesa el 1 de julio y proponer una alianza al Reich. El soberano rumano solicitó asimismo el envío de una misión militar germana. El 4 de julio, se nombró un nuevo Gobierno, claramente favorable al Eje, con Ion Gigurtu al frente, que prometió el día 16 doblar el suministro de petróleo al Reich a cambio de recibir a los asesores militares alemanes que debían preparar al Ejército rumano ante un posible ataque de sus enemigos, principalmente de la URSS.

#### El Estado Nacional Legionario
El gobierno de coalición entre el general Antonescu y la Guardia comenzó con un acercamiento a Alemania, tanto por la inclinación tradicional de esta por las potencias fascistas como por la necesidad de ganar el favor de la única gran potencia de la región que podía oponerse a la Unión Soviética. Antonescu, anteriormente partidario de las potencias occidentales, había ido evolucionando hacia la opinión de que únicamente Alemania podía amparar a Rumanía frente a sus vecinos hostiles, especialmente frente a los soviéticos. Así, a pesar de su nacionalismo, el nuevo Gobierno se apresuró a aceptar las pérdidas territoriales del Segundo arbitraje de Viena.
Tras la cesión del norte de Transilvania a Hungría, se sucedieron los incidentes entre húngaros y rumanos en la región y se solicitó la intervención de Italia y Alemania para resolver los enfrentamientos y hubo una disminución de las escaramuzas entre los dos países.
La avanzadilla de la misión militar germana, solicitada originalmente por Carol y luego por Antonescu, llegó a Rumanía el 10 de octubre de 1940, lo que produjo una mala impresión entre los Aliados y sus partidarios. Los Estados Unidos bloquearon las cuentas rumanas al considerar al país ocupado. Antonescu, sin embargo, veía la misión alemana como una oportunidad para reorganizar y fortalecer el Ejército rumano y una garantía ante un eventual ataque soviético. Para Hitler era la manera de proteger y controlar los campos petrolíferos rumanos, esenciales para su abastecimiento.
El 28 de octubre, como respuesta a los éxitos de las campañas alemanas, Mussolini invadió Grecia sin avisar a Hitler. La ofensiva italiana resultó un fracaso y obligó a Hitler a ordenar una nueva campaña para ayudar a su aliado y evitar la creación de bases británicas en los Balcanes. Esta nueva situación afectaba a Rumanía, ya que el único camino hacia Grecia, dada la neutralidad yugoslava, era a través de su territorio. Antonescu firmó en Berlín el Pacto Tripartito el 23 de noviembre, después de llegar a un amplio acuerdo económico con los alemanes e indicar su intención de revertir las concesiones territoriales del Segundo Arbitraje en el futuro.

#### La dictadura militar
Durante la reunión de Antonescu con Hitler a mediados de enero de 1941, en la que aquel consiguió el apoyo tácito del dictador alemán para deshacerse de la Guardia, este decidió compartir con él su plan para la Operación Marita, aprobado el 13 de diciembre de 1940. Antonescu se mostró dispuesto a permitir el acantonamiento temporal de tropas alemanas en territorio rumano para la ofensiva contra Grecia y a ofrecer la participación de las fuerzas armadas rumanas si resultaba necesaria.

Reparto del Banato entre Hungría, Rumanía y Yugoslavia tras la Primera Guerra Mundial. La porción yugoslava había sido prometida a Hungría por Alemania por su participación en el ataque a Yugoslavia, pero, dada la hostilidad rumana, permaneció bajo administración alemana.
Territorio adjudicado a Rumanía
Territorio adjudicado a Yugoslavia
Territorio adjudicado a Hungría

Aplastada la Guardia, el 11 de febrero de 1941 el embajador británico comunicó a Antonescu que el Reino Unido rompía relaciones con Rumanía por el uso alemán de territorio rumano. Antonescu alegó en defensa de su permiso para la entrada de tropas alemanas su temor a una agresión soviética.
El plan de ataque a Grecia continuó a comienzos de la primavera: Bulgaria firmó un acuerdo de no agresión con Turquía a mediados de febrero y el Pacto Tripartito el 1 de marzo de 1941. Las unidades alemanas concentradas en Rumanía comenzaron a entrar en territorio búlgaro al día siguiente; como consecuencia, el Reino Unido rompió relaciones con el Gobierno búlgaro el día 5.
Al mismo tiempo, el regente yugoslavo Pablo Karađorđević se reunía con Hitler en Berghof para tratar la adhesión de su país al Pacto Tripartito. Rumanía aconsejó al Gobierno yugoslavo la firma del Pacto, pero este, temeroso de la opinión pública contraria al Eje, declinó la propuesta. La presión alemana constante hizo, no obstante, que el Gobierno de Belgrado cediese finalmente y firmase el Pacto el 25 de marzo de 1941. Un golpe de Estado casi incruento dos días después en Belgrado colocó un nuevo Gobierno teóricamente favorable a los Aliados que enfureció a Hitler, quien ordenó la invasión del país a pesar de las posteriores declaraciones del nuevo Gobierno sobre su disposición a respetar el acuerdo recién firmado. Rumanía se negó a participar en la invasión de Yugoslavia, pero se mostró dispuesta a ocupar la parte yugoslava del Banato en caso de que las tropas húngaras entraran en el territorio. Ante la postura agresiva de Antonescu, los alemanes decidieron mantener el territorio bajo ocupación alemana, en vez de cederlo a Hungría como habían previsto. El 5 de abril, el representante alemán en Bucarest informó privadamente a Antonescu de la intención alemana de comenzar el ataque simultáneo a Grecia y Yugoslavia al día siguiente.
A pesar de sus declaraciones anteriores, el 23 de abril Antonescu entregó al embajador alemán la petición rumana de anexión del Banato anteriormente yugoslavo. Reclamaba además autonomía para la minoría arrumana de Macedonia y la devolución de la Dobruya meridional. Las peticiones rumanas no recibieron respuesta.

#### La entrada en la Guerra Mundial
Antonescu mantuvo su objetivo de recuperar los territorios cedidos a la Unión Soviética en junio de 1940, esperando para ello el momento en que estallase el enfrentamiento entre el Reich y la URSS. Pensaba que únicamente alineándose con la potencia nazi Rumanía podría recuperar las provincias perdidas. Los incidentes fronterizos entre los dos países se habían sucedido tras la cesión de los territorios a la URSS en el verano de 1940; los soviéticos mantuvieron la presión sobre el Gobierno rumano y ocuparon ciertas islas del Danubio, para tratar de asegurarse el control del delta del río. Las relaciones bilaterales se mantuvieron tensas.
En la primavera de 1941, el comandante de la misión militar alemana en Rumanía confirmó confidencialmente a Antonescu que existía un plan de ataque a la URSS. En la reunión del 12 de junio entre Antonescu y Hitler en Múnich, aquel expresó su decisión de «continuar firmemente el camino que llevaría a la victoria del Eje en el conflicto actual y al reconocimiento de los derechos de Rumanía». Hitler explicó el deterioro de las relaciones de su país con los soviéticos y el probable estallido de un conflicto en cualquier momento, sin solicitar explícitamente el apoyo rumano, pero esperándolo. Antonescu respondió que, por interés nacional, «Rumanía debía participar en el combate desde el primer día».
El 18 de junio, Hitler escribió a Antonescu exponiendo sus razones para atacar en breve a la Unión Soviética y le comunicaba el despliegue de tropas en territorio rumano para el ataque. El 21 de junio, el embajador alemán acudió al Ministerio de Asuntos Exteriores soviético para entregar el mensaje que equivalía a la declaración de guerra y la invasión comenzó al día siguiente. El frente rumano contenía tres cuerpos de ejército mixtos germano-rumanos, de los que Antonescu dirigía teóricamente uno, formado por dos ejércitos rumanos y uno alemán. Las antiguas provincias cedidas a los soviéticos habían sido recuperadas hacia el 25 de julio, pero se habían producido gran número de muertes de civiles, sobre todo de judíos, incluidas matanzas como la de Iași. A pesar de sus declaraciones anteriores, Antonescu decidió continuar luchando junto a los alemanes más allá del Dniéster una vez recuperados los territorios perdidos.

## Economía y sociedad

### Religión
El nuevo país contaba con gran variedad de religiones entre sus ciudadanos, que solían corresponderse con su comunidad. Así, los rumanos eran mayoritariamente ortodoxos o, en menor medida y sobre todo en Transilvania, uniatas; los rusos, ucranianos, búlgaros y serbios eran también ortodoxos, mientras que los húngaros eran católicos, calvinistas o unitarios. Los turcos y tártaros eran musulmanes, mientras que los checos, eslovacos, croatas y eslovenos eran católicos. Los alemanes podían ser católicos (suabos) o luteranos (sajones). Algunos judíos declaraban como nacionalidad la rumana o húngara, contándose entre esas comunidades a efectos de nacionalidad. Los gagauzos, de cultura turca, eran cristianos ortodoxos.

### Minorías y discriminación
El país contaba en esta etapa con un 70 % de población rumana, con unas minorías numerosas, pero diversas y un índice de crecimiento favorable a los rumanos. Las minorías eran consideradas como extranjeras, a pesar de la antigüedad del asentamiento de muchas de ellas.
En Transilvania, región como casi todos los nuevos territorios del reino con numerosas minorías, se llevó a cabo una política de reversión del anterior proceso de magiarización, con notable éxito entre la minoría alemana, no así entre los judíos, que mantuvieron en buena parte su cultura magiar. La administración se consideraba discriminatoria hacia los miembros de las minorías, pero su falta de eficacia evitaba a la vez la aplicación rigurosa de las medidas contra aquellas.
Políticamente, la minoría más temida por los círculos de poder de Bucarest era la húngara, tradicional clase dirigente en Transilvania, mientras que la comunidad judía era objeto de rechazo por su capacidad económica. Los hebreos habían llegado en gran número durante el siglo XIX provenientes de Galitzia y se habían asentado como arrendatarios de los grandes terratenientes absentistas, y como prestamistas y pequeños artesanos. Tras la independencia, la escasa clase media rumana se concentró en el acaparamiento de los puestos políticos y administrativos y de las profesiones liberales, dejando gran parte de la economía en manos de la minoría judía. En la época de entreguerras esta minoría controlaba la mayoría del capital de numerosos sectores económicos (exportación, transporte, industria textil, química, imprentas...) y, a pesar de las restricciones legales e ilegales que limitaban su acceso a la enseñanza superior, abundaban en las profesiones liberales. Los rumanos solo dominaban la propiedad de empresas comerciales en Valaquia, en el resto de territorios la mayoría estaba en manos de la minoría judía (el 56 % de las de Moldavia, el 63 % de las de Besarabia y el 77 % de Bucovina). Los hebreos tendían a concentrarse en las ciudades, en una su proporción de residentes urbanos muy superior a la que suponían del total de la población del país (4 % de la población total, pero 14 % de la urbana). En ciudades como Cernăuţi o Chisináu eran amplia mayoría. Escasamente integrados y poderosos económicamente como comunidad, eran víctima de la xenofobia relativamente extendida en el país.
El resto de minorías no sufría una discriminación tan aguda, pero soportaba la mala administración rumana, especialmente en Besarabia, la provincia más atrasada y, a la vez, la peor gobernada.

### Actividades económicas y población
La población era mayoritariamente rural, con más de un 70 % de la población dedicada a la agricultura y cerca de un 80 % en núcleos de población de menos de 10 000 habitantes. La productividad agrícola era baja (48 % de la media europea) y el índice de analfabetismo, alto (42,9 % entre los mayores de 7 años). Pese a tener la mayor mortalidad infantil del continente, también contaba con el mayor índice de nacimientos y la población aumentaba a un ritmo de un 1,4 % anual. La población era joven: un 46,4 % de ella era menor de veinte años.

### Situación económica en la posguerra

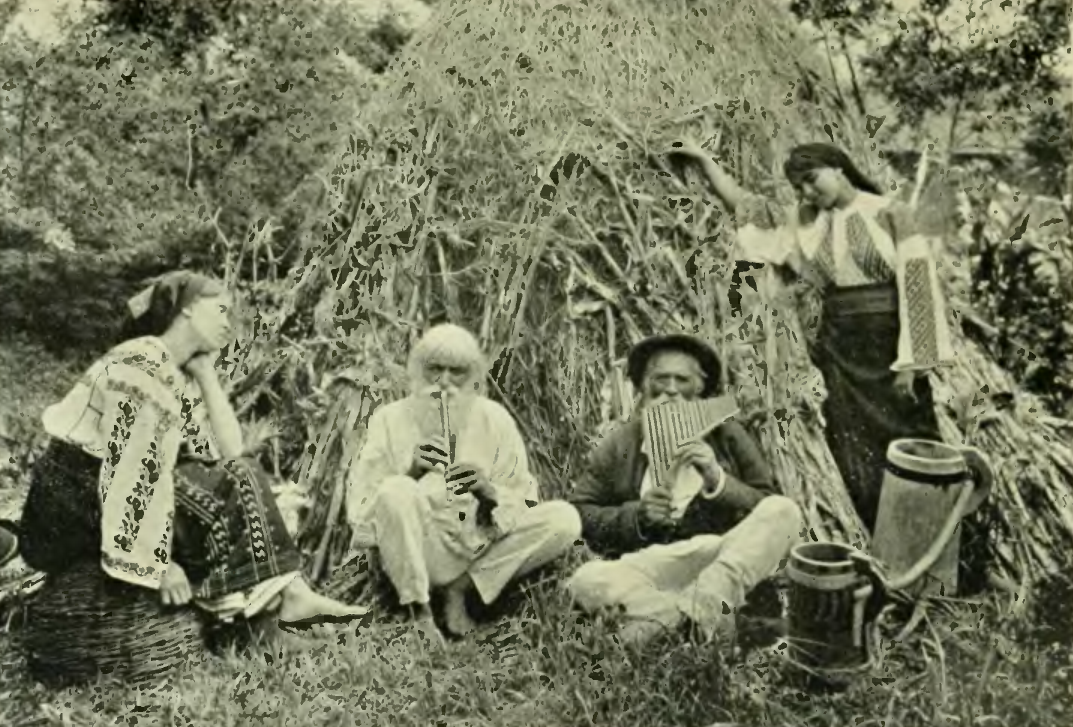
Campesinos rumanos a comienzos del siglo. La mayoría de la población rumana de entreguerras trabajaba la tierra en duras condiciones, a pesar de la reforma agraria de la posguerra.

Hasta su entrada en la Primera Guerra Mundial del lado de la Triple Entente, Rumanía había estado aliada secretamente a Alemania y Austria-Hungría a través de la Triple Alianza, a la que se adhirió para contar con el apoyo de estas potencias frente a las posibles incursiones rusas en los Balcanes. Los dos imperios habían sido hasta entonces sus principales socios comerciales y sus más importantes inversores.
Al acabar la guerra y ser derrotados, los Imperios Centrales hubo de ceder sus puestos en la economía rumana a los vencedores; estos adquirieron las inversiones alemanas en Rumanía, incluyendo las de la importante industria petrolífera. Francia, además de principal aliado, se convirtió en el primer prestamista del país y uno de los principales inversores, junto con el Reino Unido y los Estados Unidos.
Durante los años veinte, las relaciones con Alemania, antes tan significativas, decayeron al mínimo histórico, circunscribiéndose a la reclamación a Alemania de las deudas estipuladas en los tratados de paz.

### Situación social
El país era abrumadoramente agrícola, dedicándose el 80 % de la población a las labores del campo. La situación del campesino rumano era, en general, mísera. A finales del siglo XIX, la competencia del cereal norteamericano y ruso hundió el precio de la producción rumana. Los terratenientes decidieron tratar de competir recurriendo a la opresión de los labradores, promulgando una ley en 1893 que dificultaba su emigración a otras poblaciones o a América. Además, cedieron la explotación de sus fincas a arrendatarios que debían explotar al máximo las haciendas, aprovechando para ello la abundante y barata mano de obra, que no animaba a invertir en modernizarlas, lo que originó un creciente malestar entre las paupérrimas víctimas del sistema. La fachada bucólica del campo rumano ocultaba una situación de miseria, con amplias zonas afectadas por enfermedades endémicas, extenso alcoholismo debido a la escasa alimentación o nulas infraestructuras sanitarias y de transporte.
La tensión había dado lugar a revueltas ya en 1888 y, sobre todo, a la gran revuelta campesina de 1907, que marcó un hito en el país, haciendo palpable el gran descontento de la mayoría de la población por sus condiciones de estrechez extrema. Las clases medias y altas del país recordarían con horror los momentos de la rebelión, a pesar de haber sido aplastada a sangre y fuego por el Ejército, que utilizó artillería pesada contra los rebeldes y causó cerca de once mil muertes.
A raíz de la cruenta revuelta, la nación tomó conciencia de la gravedad del problema y comenzaron los debates en los círculos del poder sobre cómo resolverlo. En 1913, vuelto el PNL al poder, se hizo un proyecto de ley de reforma agraria, que no se aprobó debido al estallido de la Primera Guerra Mundial al año siguiente.

### Reforma agraria e intentos de desarrollo
En mitad de la Guerra Mundial y tras la Revolución de Febrero en Rusia que aceleró la disgregación del Ejército ruso, que en aquellos momentos defendía la mayor parte del frente rumano, el temor a revueltas populares y el deseo de reforzar el ánimo de las tropas campesinas llevó al rey a prometer una reforma agraria en abril de 1917.
La reforma tardó en llegar más de cuatro años y se necesitaron tres decretos sucesivos que concretasen su aplicación. Pese a la tardanza, la reforma fue profunda: la más extensa aparte de la realizada por el Gobierno revolucionario ruso. En Transilvania, la tradicional clase terrateniente, magiar, frente a una mayoría rumana que formaba el pequeño campesinado y el grupo de jornaleros, fue desposeída sin excesivos miramientos. Besarabia también había promulgado su reforma agraria, como Transilvania, en el breve periodo entre la pérdida de control del Gobierno central anterior y su anexión a Rumanía. La reforma besaraba se aprobó rápidamente para legitimar las ocupaciones campesinas, pero limitarlas, mientras que la transilvana fue un modelo de legislación centroeuropea.
Ion Mihalache, dirigente del Partido Campesino y ministro de Agricultura entre diciembre de 1919 y marzo de 1920, redactó la ley de reforma para los territorios del antiguo reino. Su Gobierno cayó antes que pudiese aplicarlo, en parte por el carácter del plan reformador. La ley que finalmente se aplicó, ya en 1921, recogió, no obstante, lo principal de su proyecto de ley.
En 1927, las propiedades de más de 100 hectáreas habían pasado a ocupar el 10,43 % del territorio, cuando antes de la reforma sumaban un 40,23 %. Fue la reforma agraria más extensa de toda Europa, tras la soviética. Económicamente, sin embargo, resultó un fracaso: como su objetivo había sido político (evitar las tendencias revolucionarias entre los campesinos), el proceso no se continuó con medidas que pudiesen favorecer la mejora de las condiciones de los labradores. Se mantuvo la baja productividad, la gran subdivisión de las propiedades ante el rápido crecimiento de la población y el subempleo general. Incluso en 1941 el porcentaje de explotaciones por debajo del umbral que se consideraba mínimo para ser viable era de un 58,4 %.
Inmediatamente después de la guerra, que en Rumanía se prolongó hasta el verano de 1919 por el conflicto con la República Soviética Húngara, la prioridad de los responsables políticos no fue la mejora de la agricultura, sino la unificación económica del país. El proceso no llegó a finalizar durante el periodo de entreguerras, a pesar de las numerosas medidas encaminadas a ello. En 1920, bajo el gobierno de Averescu, se implantó la centralización administrativa. El mismo año se unificó la moneda, implantándose el uso del leu en todo el territorio nacional. A comienzos de 1923, ya con los liberales de nuevo en el poder, se unificó la fiscalidad. Posteriormente los bancos del antiguo reino fueron expandiéndose por las nuevas provincias y se nacionalizaron ciertas industrias de estas, proceso que las minorías criticaron por discriminatorio; la oposición acusó a los liberales de tratar de controlar la economía de los nuevos territorios en su provecho.
Casi todo el periodo de la posguerra hasta 1928 estuvo controlado por Gobiernos liberales o afines. Estos mantuvieron una política económica en la que el Estado era el principal agente económico del país; implantaron importantes monopolios y subsidios, con grandes aranceles proteccionistas, elevados impuestos a las exportaciones agrarias y se opusieron a la inversión de capital extranjero en el país por recelos a un posible imperialismo foráneo. El uso del Estado como motor de desarrollo se debía principalmente a la ausencia de una burguesía abundante en el país, situación que venía ya de la independencia de la nación. La creación de la industria por el Estado, sin embargo, conllevó una gran corrupción, al estar ambos concentrados en manos de una escasa oligarquía. La necesidad de apoyarse en el Estado para fomentar los negocios y la escasa remuneración del creciente número de funcionarios también alimentó abusos.
El intento de industrialización autárquico desplazó a la agricultura a un segundo plano; esta había de servir además para lograr los fondos necesarios para financiar aquella, dada la reticencia a aceptar inversión extranjera. Las políticas de los liberales hundieron más la situación del campo: la falta de crédito adecuado, la implantación de aranceles a la importación de artículos industriales para el campo y los enormes impuestos sobre las exportaciones de productos agrarios perjudicaron a los campesinos.

### La Gran Depresión
La reforma agraria mostró su ineficacia y su claro carácter político (evitar una posible revolución) y no económico con la llegada de la Gran Depresión al país. Las expectativas de mejora económica y progreso social que había alentado habían desaparecido a comienzos de la década de 1930. Tras asignar parcelas de tierra a los campesinos después de la Guerra Mundial, los sucesivos Gobiernos se habían despreocupado de su suerte. Durante la larga época de Gobiernos liberales en la década posterior a la Guerra, la política de estos había favorecido el bajo precio de los productos agrícolas, para asegurar el suministro de las ciudades y la industrialización del país, gravando además extraordinariamente la exportación de estos artículos, como fuente de ingresos para el Estado. El agricultor rumano cedía un 40 % del valor de su producción al Estado a través de los diversos impuestos, sin contar apenas a cambio con servicios de este, como una buena red de transporte que favoreciese la venta de sus productos. Los pequeños productores, en mala situación, pronto se vieron profundamente endeudados para cumplir obligaciones, sin poder invertir en la mejora de sus explotaciones y sometidos a intereses de usura, dada la falta de una política eficiente de créditos.
El hundimiento del crédito en el verano de 1931 y la caída enorme de las exportaciones agrícolas privaron definitivamente a los labradores de crédito y menguaron intensamente los precios de sus producciones. Tras el cese de la política desfavorable a las exportaciones con el fin de los Gobiernos liberales en 1928, la llegada de la crisis mundial las redujo aún más, a pesar del apoyo de los nuevos Gobiernos nacional-campesinos.
Entre 1932 y 1934 tres Gobiernos diferentes hubieron de promulgar otras tantas reformas para reducir las enormes y crecientes deudas de los campesinos y aliviar la presión de los pagos. Las medidas no sirvieron, sin embargo, para recuperar un nivel suficiente de crédito y ni siquiera en 1939 se había logrado establecer un sistema crediticio eficaz. El hecho de que muchos de los prestamistas privados que sustituían al inexistente crédito oficial fuesen judíos hizo que creciese el antisemitismo entre los atribulados campesinos.

### La industrialización y el rearme
Con la implantación de la dictadura real y el empeoramiento de la situación internacional en 1938, se dio un impulso a la industrialización del país, sobre todo con el objetivo de rearmarlo ante posibles amenazas. El proceso conllevó una gran corrupción, centrada en los círculos de poder cercanos al rey Carol. Las importantes industrias Malaxa, propiedad del industrial Nicolae Malaxa, cercano al monarca, obtenían unos beneficios de entre un 300 y un 1000 %, teniendo un 98 % de su producción —en su mayor parte, armamento— como destino el Estado.
El proceso de industrialización fracasó, sin embargo, en todos los ámbitos: ni logró absorber el exceso de población rural, ni creó un mercado nacional, ni respaldó la agricultura, ni hizo de Rumanía un Estado industrial ni logró abastecer de armamento al país para evitar las posteriores pérdidas territoriales.

### Las relaciones comerciales con el extranjero
A comienzos de la década de 1920, con los sucesivos gobiernos del PNL y sus aliados, se mantuvo un nacionalismo económico que veía con malos ojos las inversiones extranjeras. La actitud cambió al llegar al poder a finales de la década el Partido Nacional Campesino y al hundirse el país en la Gran Depresión.

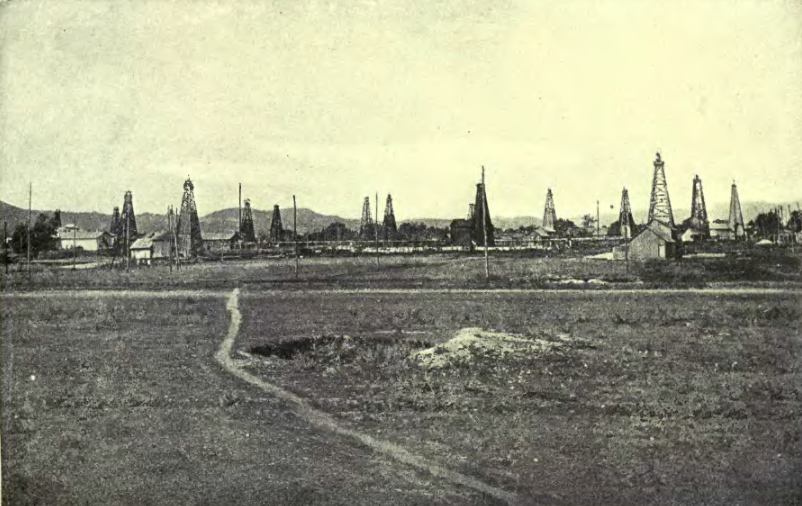
Campos petrolíferos rumanos, cada vez más codiciados en la carrera de armamentos de la segunda mitad de la década de 1930. Rumanía era el principal suministrador de petróleo de Alemania, junto con la URSS.

En 1930 se firmó un acuerdo comercial con Alemania y al año siguiente uno preferente, pero la política de autarquía de los Gobiernos alemanes que duró hasta 1934 estorbó el comercio germano-rumano. Ese año el ministro de Economía alemán Hjalmar Schacht diseñó el nuevo plan que dejó de lado el comercio multinacional para basar el comercio alemán, falto de divisas para adquirir bienes en el mercado internacional, en las relaciones bilaterales. Impulsó entonces un sistema de trueque mediante cuentas compensatorias con países poco industrializados que podían suministrar materias primas interesantes para el Reich, entre ellos Rumanía. El comercio con Alemania tenía partidarios entre los círculos de poder rumano porque garantizaba un mercado a precios superiores a los internacionales para muchas de las exportaciones del país en un momento de crisis mundial y permitía a Rumanía adquirir bienes industriales que no podía permitirse pagar en divisas en el mercado libre. Así, las negociaciones de 1934 llevaron a la firma de un nuevo acuerdo comercial en marzo de 1935. Por este, Alemania se comprometía a importar treinta millones de marcos de productos agrícolas rumanos y otros siete de materias primas diversas, lo que aumentó la dependencia económica rumana del Reich.
En 1936 los intentos de alcanzar un acuerdo económico con Francia fracasaron, por la incapacidad de esta para absorber las exportaciones agrícolas rumanas y de abastecer de armamento al Gobierno rumano, que el año anterior había comenzado un programa de rearme. Los países vecinos de Rumanía, igualmente agrícolas en su mayoría, no podían servir de mercado a los productos rumanos. En 1936 únicamente el 21 % del comercio rumano se realizaba con sus vecinos. Rumanía solicitaba cada vez más armamento a Alemania a cambio de sus exportaciones, dada la imposibilidad de abastecerse de sus aliados.
Cobró entonces relevancia nuevamente el comercio con Alemania, que antes de la Guerra Mundial había sido el socio comercial principal e, incluso en la década de 1920, había mantenido un comercio mayor que el de Gran Bretaña y Francia juntas en Rumanía. En 1937 Alemania absorbía el 19 % de las exportaciones rumanas y suministraba el 29 % de sus importaciones. La intención del Gobierno alemán era doble: destruir la alianza de la Pequeña Entente que Francia sostenía, debilitando así a esta y, a la vez, adquirir suministros para la guerra venidera. De hecho el comercio alemán con Rumanía había crecido en relevancia tras el comienzo del plan cuatrienal que debía preparar al país para la guerra. En diciembre de 1937, se firmó un nuevo acuerdo comercial que aumentaba en un tercio el nivel anterior de transacciones entre los dos países.
El acuerdo comercial del 23 de marzo de 1939 se concluyó con el objetivo rumano de conceder a Alemania nuevamente el papel preponderante que había disfrutado hasta la Primera Guerra Mundial. En él, basándose en las propuestas rumanas que tomaron luego como base los negociadores germanos, se preveía la creación de empresas conjuntas para la explotación forestal y mineral de Rumanía y la ayuda alemana para desarrollar las industrias de armamento y aviación rumanas. Alemania se comprometía además a entregar el armamento que los rumanos habían encargado a Checoslovaquia, recién desmembrada. El acuerdo no supuso, sin embargo, un control total de la economía rumana por parte de Alemania, pues se firmaron al poco otros tratados comerciales entre Rumanía y Francia y el Reino Unido, aunque acrecentó su influencia económica.
En 1940 alrededor de un tercio de las necesidades petroleras alemanas debían ser cubiertas por Rumanía. El 6 de marzo de 1940, Alemania y Rumanía pactaron un nuevo tratado comercial, por el que la primera entregaría parte del armamento capturado en la pasada campaña polaca a la segunda a cambio de un mayor suministro de petróleo. El acuerdo hizo fracasar los intentos anglo-franceses de estorbar el abastecimiento del Reich mediante el aumento del precio del crudo —que Alemania tenía dificultades en pagar en divisas— al fijar el precio del petróleo que se entregaría al Reich al anterior a la guerra. El pacto se firmó finalmente el día que Bélgica se rendía (27 de mayo de 1940), viendo el rey Carol II cada vez más cercana la victoria alemana y deseando congraciarse con el Gobierno de Berlín.
Ya durante el régimen de Antonescu, durante la firma del Pacto Tripartito se alcanzó un nuevo acuerdo económico con Alemania, que se firmó menos de dos semanas después en Berlín, a comienzos de diciembre de 1940. El acuerdo adecuaba la economía rumana a las necesidades militares alemanas, pero, a cambio, el país recibía créditos a largo plazo y bajo interés, maquinaria agrícola, fertilizantes y asesoramiento industrial y agrícola alemán. Aplastada la Guardia y con Antonescu al frente de un nuevo gobierno militar, se acordó a principios de marzo de 1941 un aumento del suministro de petróleo a Alemania, en caso de que el abastecimiento soviético desapareciese (el ataque a la Unión Soviética se había aprobado el 18 de diciembre de 1940). Antonescu se mostró favorable a cambio de un aumento del precio que por él pagaba el Reich.